# Жаки Икс
Жак Бернар Едмон Мартин Анри Икс (на френски: Jacques Bernard Edmon Martin Henry Ickx), известен като Жаки Икс; собственото име Джеки се утвърждава в България от английски, е белгийски пилот от Формула 1.
Роден е на 1 януари 1945 година в Брюксел, Белгия.
През 1977 година е победител в 6-часовите състезания на пистата „Силвърстоун“, „Брандс Хеч“ и „Уоткинс Глен“ в Англия.
В началото на кариерата се състезава с мотоциклети, но подобно на други пилоти от Формула 1 – Хуан Мануел Фанджо, Алберто Аскари, Тацио Нуволари и Джон Съртис – талантът му се развива пълноценно едва във Формула 1.

## Отбори
- Купър — 2 състезания – 1967 г.
- Ферари — 57 състезания – 1968, 1970 – 1973 г.
- Брабам — 11 състезания – 1969 г.
- Макларън — 1 състезания – 1973 г.
- Уилямс — 4 състезания - 1973, 1976 г.
- Лотус — 24 състезания - 1974 – 1975 г.
- Волф – 5 състезания – 1976 г.
- Енсайн — 9 състезания – 1976 – 1978 г.
- Лижие — 8 състезания - 1979 г.

## Класирания в Световния шампионат
- 1967 – 20 място – 1 точка
- 1968 – 4 място – 27 точки
- 1969 – 2 място – 37 точки
- 1970 – 2 място – 40 точки
- 1971 – 4 място – 19 точки
- 1972 – 4 място – 27 точки
- 1973 – 9 място – 12 точки
- 1974 – 11 място -12 точки
- 1975 – 16 място – 3 точки
- 1976 – Без класиране
- 1977 – Без класиране
- 1978 – Без класиране
- 1979 – 18 място – 3 точки